# Seiichi Shirai
Shirai Seiichi (白井晟一, Seiichi Shirai), né le 5 février 1905 à Sanjō Ōmiya Kyoto et mort le 22 novembre 1983, était un architecte japonais.
Atypique, cet architecte humaniste de formation philosophique en Allemagne, poète et calligraphe à ses heures, a marqué ses contemporains, autant japonais qu'étrangers, par son dessin raffiné et son obsession pour les matériaux.

## Biographie
Diplômé de l'Institut universitaire de technologie de Kyōto, aujourd'hui Université des arts et techniques de Kyōto, Seiichi Shirai a ensuite étudié à l'Université de Heidelberg, puis à l'Université de Berlin.
Du 27 février au 27 avril 1932 il séjourne a la Maison du Japon à Paris.
En 1933, après six ans d’études germaniques, il rentre à Tokyo pour commencer sa carrière d'architecte embrassant des domaines variés comme les résidences privées, les sièges d'entreprise et les musées.
En 1954, il projette le Genbakudo (Temple Atomic Catastrophes), un projet de mémorial nucléaire. emblématique malgré le fait qu'il ne soit jamais construit.
En 1974 il dessine la tour NOA BLDG à Tokyo.
Seiichi Shirai était aussi un calligraphe renommé, sous le nom de plume de Kongen Koshi, pendant plus de vingt ans jusqu'à sa mort, il a produit une abondante œuvre calligraphique maintes fois exposée.

## Principales réalisations
NOA Building (1964), Shinwa Bank Computer Tower, Nagasaki (1974), Shōtō Museum of Art, Tokyo 1981, Shizuoka City Serizawa Keisuke Art Museum (1981).